# Чемаево
Чемаево (баш. Сәмай) — деревня в Караидельском районе Республики Башкортостан Российской Федерации. Входит в состав Урюш-Битуллинского сельсовета. Коренное население восточные марийцы.

## География
Расположена на берегу Павловского водохранилища реки Уфы.

### Географическое положение
Расстояние до:
- районного центра (Караидель): 52 км,
- ближайшей ж/д станции (Щучье Озеро): 110 км.

## Топоним
Чемаево в прошлом была известна как Байгулово («Ченикаево тож»).

## История
Селение возникло в 1726 году. Через 10 лет, по утвержденному Оренбургской губернской канцелярией договору от 6 октября 1736 г., башкиры д. Умряково Ельдякской волости припустили на свою вотчину марийцев. В другом источнике указана сравнительно поздняя дата — 10 декабря 1780 (или 1790) г.
Деревня была основана на новом месте во второй половине XX века вследствие переселения крестьян из ныне несуществующей деревни Елеево, оказавшейся ниже уровня Павловского водохранилища. Тем не менее эту деревню всё ещё можно обнаружить на некоторых картах, например картах Google или Яндекс.

## Население
| 2002 | 2009 | 2010 |
| ---- | ---- | ---- |
| 68   | →68  | ↘66  |

### Национальный состав
Согласно переписи 2002 года, преобладающая национальность — марийцы (87 %)

### Историческая численность населения
Марийцы — 1816 г. — 92, 1834 г. — 116, 1859 г. — 138, 1870 г. — 150, 1917 г. — 394, 1920 г. — 438.

## Инфраструктура
Развит туризм.
Дом отдыха горнолыжный комплекс «Звездный», дачи.

## Транспорт
Просёлочная дорога.